# Zémio
Zémio ist eine Stadt in der Präfektur Haut-Mbomou im Osten der Zentralafrikanischen Republik. Die Bevölkerungszahl von Zémio wird für das Jahr 2012 mit 10.030 Einwohnern angegeben. Zémio ist der Hauptort der gleichnamigen Unterpräfektur.

## Lage und Verkehr
Durch Zémio führt die Route Nationale 2, die in der Hauptstadt Bangui beginnt und bis in den äußersten Osten des Landes nach Bambouti an der Grenze zum Südsudan führt. Bangui liegt in einer Entfernung von etwas mehr als 1000 Kilometern, Bangassou, die nächste größere Stadt, ist knapp 300 Kilometer weit entfernt. Der Mbomou, der südlich an der Stadt vorbeifließt, ist der Grenzfluss zur Demokratischen Republik Kongo.
Der Flugplatz Zémio liegt am Nordostrand der Stadt.

## Institutionen
In Zémio existiert ein Krankenhaus, das von Ärzte ohne Grenzen unterstützt wird.

## Geschichte
Zémio liegt im angestammten Siedlungsgebiet der Azande. Um 1830 wurde das Sultanat gegründet, das ab 1872 Sultanat Zémio genannt wurde.
Die Belgier, die von Süden aus mit den lokalen Königen Handel trieben, versuchten Einfluss zu gewinnen. Die Inbesitznahme durch die französischen Kolonisatoren manifestierte sich im 1895 gebauten Posten. 1923 musste der letzte Sultan von Zémio abdanken.

### Bürgerkrieg
Seit 2015 war ein MINUSCA-Kontingent in Zémio stationiert. Im Juni und August 2017 wurden mindestens 28 Zivilisten unter anderem von lokalen bewaffneten muslimischen Gruppen getötet. Durch den wachsenden Einfluss der christlichen Miliz Anti-Balaka alarmiert, griffen sie zu den Waffen und konnten auch nicht durch die MINUSCA-Friedenssoldaten gehindert werden. Das Personal von Ärzte ohne Grenzen musste Zémio verlassen; die ohnehin eingeschränkte medizinische Versorgung verschlechterte sich noch einmal. Mit Stand April 2021 ist Zémio noch immer in der Hand der Rebellengruppe Unité pour la paix en Centrafrique (UPC).